# Team LPR
Team LPR Brakes was een Ierse wielerploeg. Het team bestond sinds 2004 en kwam sinds 2005 uit in de continentale circuits. Het team werd in 2010 opgevolgd door De Rosa-Stac Plastic.
In 2008 trok het team Paolo Savoldelli en Danilo Di Luca aan. Alessandro Spezialetti volgde zijn kopman en verliet eveneens Liquigas. Bovendien fuseerde LPR met het Ierse Tenax, waardoor onder meer Roeslan Pidhorny en Gabriele Bosisio bij LPR kwamen rijden. Ook veranderde de nationaliteit van Zwitsers naar Iers, wat ook de nationaliteit was van Tenax.
De ploeg kreeg een wildcard voor de Ronde van Italië, waar Bosisio voor de ploeg een etappezege behaalde en enkele dagen later ook nog een dagje de roze trui mocht dragen als leider in het algemeen klassement. Ook Alessandro Petacchi maakte in 2008 de overstap naar Team LPR, nadat hij als gevolg van een positieve dopingtest door zijn voormalige ploeg Milram ontslagen was.

## Ploeg per jaar
- Ploeg 2007
- Ploeg 2009

Ierse wielerploeg LPR Brakes: 2004–2009
Aggiano ·
Boglia · 
Contrini ·  
De Gaspari · 
Hernández · 
Ivanov · 
Karpatsjev ·
Konysjev · 
Lopeboselli ·
Lucchini ·  
Masolino · 
Napolitano · 
Nardello · 
Pidhorny (tot 27/05) ·
Santambrogio ·
Agirre (stagiair) · 
Maserati (stagiair) ·
Turrina (stagiair)
Aggiano ·
Boglia · 
Chalilov · 
Contrini ·  
De Gaspari · 
De Paoli ·
Del Biaggio ·
Fanelli ·
Hernández · 
Konysjev · 
Maccanti ·
Maserati ·
Masolino · 
Muraglia ·
Napolitano ·
Nardello ·
Pieri ·   
Santambrogio ·
Tiberio ·
Tonkov ·
Grazia (stagiair) · 
Turrina (stagiair)
Aggiano ·
Bates ·
Beuchat ·
Borghi ·
Chalilov · 
Contrini ·  
De Paoli ·
Dietziker · 
Gavazzi ·
Iannetti ·
Konysjev · 
Maccanti ·
Marzoli · 
Maserati ·
Metloesjenko · 
Muraglia ·
Ochoa ·
Pieri ·   
Traficante ·
Valoti ·
Gatto (stagiair) · 
Page (stagiair)
Bailetti ·
Bellin ·
Beuchat ·
Božič ·
Callegarin · 
Celli ·  
Chiarini ·
Dietziker · 
Ferrara ·
José Enrique Gutiérrez · 
José Ignacio Gutiérrez ·
Marcato ·
Marzoli · 
Maserati ·
Nardello · 
Proch ·
Rossi ·
Solari ·   
Tiberio ·
Traficante
Bailetti ·
Bosisio ·
Celli ·  
Chiarini ·
Cucinotta ·
Di Luca ·
Ermeti ·
Ferrara ·
Ferrari ·
Golčer · 
Laganà ·
Marinangeli ·
Maserati ·
Montaguti · 
Petacchi · 
Pidhorny ·
Pietropolli ·
Proch ·
Salerno ·
Savoldelli ·   
Spezialetti ·
Negri (stagiair)
Bernucci ·
Bosisio ·
Caruso ·  
Cattaneo ·
Chiarini ·
Cucinotta ·
Di Luca (tot 15/08) ·
Ermeti ·
Ferrari ·
Golčer · 
Laganà ·
Marinangeli ·
Montaguti · 
Negri ·
Ongarato ·
Petacchi · 
Pietropolli ·
Salerno ·   
Spezialetti